# Мир у Јашију
Мир у Јашију потписан је 9. јануара 1792. године у граду Јаши (данашња Румунија) између Османског царства са једне и Руске Империје са друге стране. Њиме је завршен Руско-турски рат (1787—1792) и потврђена руска доминација на Црном мору.

## Увод
Током 1781. године разрађује се „Грчки пројекат” о подели турских територија у Европи. Русија је према плану требало да ослободи црноморску обалу, Бесарабију, Молдавију и Влашку и на тим територијама створи Кнежевину Дакију на челу са православним владаром. Пројекат такође предвиђа обнову Византијског царства на челу са великим војводом Константином. Аустрија треба да добије део Србије са Београдом, а Француска Египат. Аустрија тражи и Влашку и Молдавију, али Катарина одбија. Русија 1783. године припаја Крим. Султан тражи да му се врати независност. То је повод за рат који избија 1787. године. Истовремено је вођен и Руско-шведски рат. Аустрија у рат улази са закашњењем. Убрзо закључује сепаратни Свиштовски мир. Русија мора да одустане од Грчког пројекта.

## Мир
Споразумом је окончан Руско-турски рат. Потписан је 9. јануара 1792. године од стране великог везира Коџа Јусуф-паше и кнеза Александра Безбородка који је наследио преминулог кнеза Потемкина на месту шефа руске делегације. Уговором су потврђене одредбе Кучуккајнарџијског мира и мира у Ајнали-Кајнаку. Споразумом у Јашију султан Селим је признао анексију Кримског каната од стране Руског царства. Такође је Русији припао Једисан (територија између Дњестра и Буга). Река Дњестар је сада била граница између два царства. 

## Види jош
- Јашки сабор